# Néeltemperatuur
De néeltemperatuur {\displaystyle T_{N}} is de temperatuur waarbij een antiferromagnetisch materiaal paramagnetisch wordt. De néeltemperatuur is voor antiferromagnetische materialen wat de curietemperatuur {\displaystyle T_{C}} is voor ferro- en ferrimagnetische materialen. Bij deze temperaturen wordt de thermische energie groot genoeg om de macroscopische magnetische ordening in het materiaal te verstoren. 
Boven de temperatuur {\displaystyle T_{N}} geldt voor de magnetische susceptibiliteit {\displaystyle \chi } als functie van de temperatuur {\displaystyle T}: 
{\displaystyle \chi ={\frac {C}{T+\Theta }}}
waarbij {\displaystyle C} en {\displaystyle \Theta } materiaalconstanten zijn. Beneden {\displaystyle T_{N}} neemt de magnetische susceptibiliteit ook af, zodat de hoogste waarde van de magnetische susceptibiliteit optreedt bij {\displaystyle T_{N}}.
De néeltemperatuur is genoemd naar Louis Néel (1904-2000), die in 1970 de Nobelprijs voor de Natuurkunde kreeg voor zijn werk op dit gebied. 